# Okrutna ljubav
Okrutna ljubav je Telemundova telenovela, u kojoj glavnu ulogu imaju Carlos Ponce i Ana Lucía Domínguez.

## Uloge
| Glumac              | Lik                                |  |
| ------------------- | ---------------------------------- |  |
| Carlos Ponce        | Antonio "El Perro" Brando          |  |
| Ana Lucía Domínguez | Sofia Santana                      |  |
| Maritza Rodríguez   | Camila Brando                      |  |
| Khotan Fernández    | Rocky Perez                        |  |
| Maritza Bustamante  | Daniela Valdiri                    |  |
| Zully Montero       | Doña Cecilia de Brando             |  |
| Elluz Peraza        | Clemencia de Brando                |  |
| Víctor Camara       | Pedro Brando                       |  |
| Rodrigo de la Rosa  | Gonzalo Caceres                    |  |
| Natalia Ramírez     | Rosario Pinoz de Santana           |  |
| Raul Arrieta        | Diego Tamayo                       |  |
| Martha Picanes      | Ligia de Pinoz                     |  |
| Rosalinda Rodriguez | Doña Beatriz Caparroso             |  |
| Carlos Ferro        | Benny Caparroso "El Pastelito"     |  |
| Dayana Garroz       | Viviana                            |  |
| Silvana Arias       | Veronica Jessica Murillo "La Vero" |  |
| Manolo Coego        | Joaquin Valencia                   |  |
| Fred Valle          | Fernando Valdiri                   |  |
| Roberto Huicochea   | Giardinis Murillo                  |  |
| Freddy Viquez       | Jairo Chaparro                     |  |
| Roberto Levermann   | Usnavy Murillo                     |  |
| Frank Falcon        | Juan Camilo Palacios               |  |
| Carlos Garin        | Angel Santana                      |  |
| Adrian Carvajal     | Alejandro 'Alejo' Santana          |  |
| Marco Figueroa      | Marc                               |  |
| Veronica Montes     | Lena                               |  |
| Patricia de Leon    | Jennifer Lopez                     |  |
| Paola Campodonico   | Lorena Lopez                       |  |